# إيفرت برادلي
إيفرت برادلي (بالإنجليزية: Everett Bradley)‏ هو منافس ألعاب قوى أمريكي، ولد في 19 مايو 1897 في سيدار رابيدز في الولايات المتحدة، وتوفي في 25 يوليو 1969 في ويتشيتا في الولايات المتحدة.

## وصلات خارجية
- إيفرت برادلي على موقع أوليمبيديا (الإنجليزية)